# Matbrunn
Matbrunn är en sjö i Lerums kommun i Västergötland och ingår i Göta älvs huvudavrinningsområde. Sjön är 2,8 meter djup, har en yta på 0,033 kvadratkilometer och befinner sig 105 meter över havet.